# Guerra entre Oman i Zanzíbar
La guerra entre Oman i Zanzíbar va ser un conflicte de 1784 entre Oman i Zanzíbar. Era la primera vegada que s'enfrontaven des de 1779. Zanzíbar, colònia d'Oman, es va rebel·lar amb el suport de les forces africanes de Mombasa i l'illa de Pemba. Oman va haver de reprendre Zanzíbar per la força, capturant-la en una curta guerra. La força omanita va ser enviada per Hilal bin Ahmad, fill major d'Ahmad bin Said al-Busaidi.